# Super Mario Bros.
Super Mario Bros. (познат и као Super Mario Brothers) је видео-игра коју је издао Нинтендо 1985. године.
Представљала је једну од првих игара у којој се лик могао кретати у страну, даље од ширине екрана (side-scrolling games). У међувремену је доживјела бројне инкарнације,верује се да је најпопуларнија игра свих времена,а појавили су се и игре клонови по сличном принципу. Главни лик Марио је постао готово заштитни знак Нинтендо корпорације, а једно време је био препознатљивији међу америчком дјецом од Микија Мауса.

## Игра
Играч преузима улогу италијанског водоинсталатера Марија, или његовог брата Луиђија. Играч путује кроз краљевство печурака, да би спасио принцезу Бресквицу (Peach), коју је заробио зао краљ корњача Баузер (Bowser).
Док Марио путује кроз краљевство печурака он се сусреће са разним непријатељима и замкама. Мариов основни напад је скок на његове непријатеље, што уништава Гумбе Goombas (Kuribô на јапанском). Скок на корњачу купа трупу (Koopa Troopas на енглеском односно Nokonoko на јапанском) шаље их у њихов оклоп (летећу корњачу први скок шаље на земљу, а други у оклоп), а тако затворене их се може шутирати и евентуално слати на друге непријатеље, иако се оне у случају одбијања од неки чврсти предмет могу вратити и повриједити Марија. Постоји још непријатеља,који су детаљно описани у види још линку.
Марио почиње игру са 5 живота. Животе може изгубити на 3.начина. Доћи у контакт са непријатељем,пасти у понор,или а истекне одређено време.
Играч може добити нови живот тако што сакупи 100 новчића који се налазе скоро свуда, или пронађе зелена печурка у невидљивим кутијама.
У случају да Марио поједе храњиву печурку (која се налази скривена у неким од кутија које играч удара главом помоћу скока и тако сабира поене) удвостручи му се раст и постаје Супер Марио, који ако се повреди не губи живот него постаје мали, а ако након тога пронађе ватрени цвет (такође скривен у кутијама) добија могућност испаљивања ватрених метака дугметом за трчање. Ти меци могу уништити неке непријатеље које обичан скок не може (нпр. јежеве или [[баузера), али не може уништити неке непријатеље које обичан скок може уништити, на пример тврдокрилце. Такође у неким невидљивим кутијама се налази звезда, Мариов симбол снаге. Ако Марио ухвати звезду, добија привремену моћ уз помоћ које уништава непријатеља контактом.

## Нивои игре
Игра има 8 светова,сваки са по 4 стази. Поједине табле се одвијају на земљи а поједине у пећинама,подводном свијету где Марио рони,у небеским висинама у којима су платформе с којих Марио скаче с једне на другу, док је између платформи понор. Задња табла сваког нивоа је увијек мрачни замак који нема чек поинта (дакле у случају погибије враћамо се на почетак) а на крају нас чека Баузер на покретном мосту под којим је ријека лаве. Баузер се може убити на два начина: ако се прескочи и скочи на секиру на крају моста која прекида мост и шаље змаја у врелу лаву и ако се директно погоди мецима. Након елиминације баузера долази се до грађана краљевства печурака Тоадом који дочекује ријечима "Thank you Mario, but our princess is in another castle!" (енгл. хвала Марио, али наша принцеза је у другом замку), што је постала популарна изрека међу играчима. Тек у последњем осмом свету играча дочекује права принцеза. Баузер из замка у замак постаје све опаснији.
У случају ослобађања принцезе прелазимо у „хард моде“ гдје су непријатељи опаснији, брже се крећу, неки се не могу убити ни мецима, а лифтови у небеским свјетовима редуковани су на око 60% своје оригиналне ширине.

## Популарност игре
Игра је продана у око 40 милиона копија чиме је заслужила мјесто у Гинисовој књизи рекорда, и ту се заједно са Тетрисом чврсто држи. Захваљујући популарности Супер Марија, Нинтендо је приликом продаје конзоле уз њу додавао и кертриџе са овом игром.
1993. године је снимљен филм по узору на ову игру,који је добио негативне критике. Осим тога, постоји и цртани филм Супер Марио, који се годинама приказивао достигавши велику популарност.